# Skiinfo
Skiinfo AS è una società norvegese fondata nel 1995 che opera nel web con servizi rivolti al turismo invernale.
L'azienda è leader nella distribuzione di informazioni relative agli appassionati di sport invernali come i bollettini neve di oltre 2.000 stazioni sciistiche, le previsioni meteo, le immagini dalle webcam unite ad altre informazioni utili agli appassionati.
Skiinfo ha uffici in Norvegia, Francia, Germania, Italia, Slovacchia ed agenzie in Regno Unito, Svezia, Danimarca, Paesi Bassi, Spagna e Polonia.